# Erysimum wilczekianum
Erysimum wilczekianum är en korsblommig växtart som beskrevs av Braun-blanq. och René Charles Maire. Erysimum wilczekianum ingår i släktet kårlar, och familjen korsblommiga växter. Inga underarter finns listade i Catalogue of Life.